# Arthur Geoffrey Walker
Arthur Geoffrey Walker (Watford, 17 juillet 1909 - 31 mars 2001) est un mathématicien ayant apporté d'importantes contributions à la physique et à la cosmologie physique. Il est né à Watford, Hertfordshire, en Angleterre.

## Biographie
Walker est un spécialiste de la géométrie différentielle, mais il est aujourd'hui plus connu pour deux importantes contributions à la relativité générale et à la cosmologie. Avec Howard Percy Robertson, il est un des inventeurs de la métrique de Friedmann-Lemaître-Robertson-Walker donnant lieu aux modèles cosmologiques du même nom décrivant un univers homogène et isotrope, qui sont des solutions exactes des équations d'Einstein, appelées dans ce contexte équations de Friedmann. Avec le physicien italien Enrico Fermi, il a introduit la notion de Transport de Fermi-Walker (en).

## Prix et récompenses
Arthur Geoffrey Walker est devenu membre la Royal Society of Edinburgh en 1946 et de la Royal Society le 17 mars 1955 et fut président de la London Mathematical Society de 1963 à 1965. Il a remporté le prix Berwick en 1947.